# Fact-checking
Fact-checking (także fact checking, z ang. „weryfikacja faktów”) – proces, który ma na celu zweryfikowanie informacji, polegający na dokładnym sprawdzaniu faktów w wiarygodnych źródłach, konfrontowania możliwie licznych potwierdzeń w opracowaniach lub dokumentach na piśmie lub w formie materiałów audio-wideo, a także w wypowiedziach autorytetów posiadających wiedzę i powszechnie uznaną wiarygodność w dziedzinie, której dotyczy weryfikowana informacja. Celem fact-checkingu jest promowanie prawdziwości i poprawności informacji.
Weryfikacja faktów może być przeprowadzona przed publikacją (ante hoc) lub po (post hoc) opublikowaniu lub innym rozpowszechnieniu treści. Weryfikacja przeprowadzana przez wydawcę, redakcję lub inny podmiot przygotowujący treści tekstowe lub audiowizualne do rozpowszechniania jest nazywana fact-checkingiem wewnętrznym. Gdy tekst jest analizowany i sprawdzany przez stronę trzecią, proces ten nazywamy zewnętrznym fact-checkingiem.
Weryfikacja informacji ante hoc należy do standardowych technik warsztatu dziennikarskiego i jest wymogiem stawianym dziennikarzom w ich pracy. Jest to także zobowiązanie nałożone na dziennikarzy w art. 12 prawa prasowego. Fact-checking jako odrębna forma aktywności w ramach szerokiej działalności środków masowego przekazu, wydzielone zajęcie, czy wręcz zawód, był praktykowany w niektórych środkach masowego przekazu, np. w amerykańskich redakcjach „The New York Times” i „The New Yorker”, w których zatrudniano fact-checkersów weryfikującyh treści przygotowane przez reporterów.
Obecnie działalnością polegającą na fact-checkingu, przede wszystkim post hoc, zajmują się, oprócz mass mediów, także organizacje pozarządowe, instytucje administracji państwowej, środowiska naukowe i akademickie.

## Historia fact-checkingu na świecie
Idea fact-checkingu jako działalności autonomicznej w stosunku do mass mediów i ich typowej aktywności związanej w przygotowaniem treści do publikacji wywodzi się ze Stanów Zjednoczonych. Na 1994 rok datuje się powstanie portalu Snopes.com, uruchomionego przez Davida Mikkelsona i jego żonę Barbarę. Serwis zajmował się wówczas badaniem miejskich legend i oszustw.
Rozwój organizacji zajmujących się fact-checkingiem typu post hoc przyspieszył w USA na początku XXI wieku. W 2003 roku na Uniwersytecie w Pensylwanii założono Factcheck.org, w 2007 roku działalność rozpoczął portal PolitiFact, który w kolejnym roku otrzymał nagrodę Pulitzera. Także w 2008 roku „The Washington Post” uruchomił dział zajmujący się weryfikacją faktograficzną wypowiedzi polityków. W kolejnej dekadzie koncepcja autonomicznego fact-checkingu zyskiwała na znaczeniu i rozprzestrzeniła się na inne kraje. Z badań Instytutu Poyntera wynika, że szczególnie intensywny rozwój fact-checkingu w drugiej dekadzie XXI wieku można było obserwować w latach 2015–2017. Obecnie w samych Stanach Zjednoczonych działa ponad 50 organizacji fact-checkingowych. Natomiast według danych podawanych przez „Duke reporters’ Lab” na całym świecie aktywnych jest 187 organizacji w ponad 60 państwach.
W 2015 roku z inicjatywy Poynter Institute powstała Międzynarodowa Sieć Organizacji Fact-Checkingowych (International Fact-Checking Network, IFCN), która m.in. opracowała kodeks zasad fact-checkingu. Związany z tą międzynarodową siecią portal Media Bias/Fact Check publikuje wyniki badań, na różnych skalach, także nad polskimi mediami.

### Międzynarodowy Dzień Fact-checkingu (International Fact-Checking Day)
Pomysł obchodzenia Międzynarodowego Dnia Fact-checkingu (International Fact-Checking Day) zgłoszony został na konferencji dla dziennikarzy i fact-checkerów organizowanej przez London School of Economics w czerwcu 2014 r. Święto zostało oficjalnie utworzone w 2016 roku i po raz pierwszy obchodzone 2 kwietnia 2017 roku. Święto obchodzone jest 2 kwietnia, dzień po pierwszym dniu kwietnia, który jako Prima Aprilis jest tradycyjnym „świętem dezinformacji” i wprowadzania w błąd, dla „zachowania równowagi”. W 2020 roku Międzynarodowy Dzień Fact-checkingu przypadł na pierwsze tygodnie pandemii koronawirusa SARS-CoV-2, zyskując nowy sens i znaczenie, co zostało zauważone i odnotowanie m.in. przez Parlament Europejski.

## Fact-checking w Polsce
Za pierwszą w Polsce organizację fact-checkingową uznawane jest Stowarzyszenie Demagog. Jego historia ma początek w 2010 roku, w którym powstała słowacka wersja Demagoga. Dwa lata później powstała czeska wersja, a w 2014 roku – polska. Od października 2018 roku działa serwis fact-checkingowy Grupy TVN o nazwie Konkret24, zaś w kolejnym miesiącu tego roku powstał Demaskator24.pl uruchomiony przez Agencję Informacyjną AIP24 (Polska Press Grupa)
Lista podmiotów zajmujących się fact-checkingiem aktualizowana przez Reporters’ Lab z Uniwersytetu Duke’a w USA w 2019 roku wymieniała, jeśli chodzi o Polskę: Stowarzyszenie Demagog oraz OKO.press. W tym samym roku do grona podmiotów zajmujących się fact-checkingiem polskojęzycznych treści dołączyła Agence France-Presse, która nawiązała współpracę Facebookiem w celu sprawdzania informacji pojawiających się w polskiej wersji serwisu oraz identyfikować treści typu fake news.
Zdecydowany wzrost zainteresowania fact-checkingiem i walką z dezinformacją w Polsce nastąpił wraz z początkiem pandemii koronawirusa SARS-CoV-2 w pierwszych miesiącach 2020 roku i silnym wzrostem liczby pojawiających się w medialnym i internetowym obiegu fake newsów, co określane było mianem „infodemii”. We współpracy z GovTech Polska serwis fact-checkingowy skoncentrowany na tematyce epidemicznej, dotyczącej COVID-19, szczepień i pokrewnych zagadnień zdrowotnych uruchomiła Polska Agencja Prasowa. Rozszerzająca z czasem swój zakres na szerszą tematykę zdrowotną, dezinformację gospodarczą, naukową i technologiczną platforma PAP o nazwie FakeHunter ma charakter społecznościowy, co oznacza, że zarówno fact-checkingu, jak też zgłaszania wątpliwych treści dokonują w niej, obok ekspertów, również społecznościowi wolontariusze, mający do dyspozycji nowatorskie narzędzia technologiczne, np. wtyczki do przeglądarek, chatboty, aplikacje mobilne.

## Kontrowersje związane z fact-checkingiem na rynku polskim
Działalność podmiotów zajmujących się fact-checkingiem wywołała oprócz dobrego przyjęcia także szereg kontrowersji, które odbijały się echem w środkach masowego przekazu i w świecie polityki. Jedną z pierwszych sytuacji, która wzbudziła wątpliwości w środowisku mediów był przypadek założenia przez HGA Media, firmę oskarżaną o prowadzenie serwisu publikującego fake newsy, strony fact-checkingowej Antyfake.pl, która, według opinii ekspertów, nie była w istocie serwisem fact-checkingowym.
Szeroko komentowana była również sprawa sprostowania AFP Sprawdzam odnoszącego się do fact-checkingu informacji portalu „Życie Stolicy” o tym, że firma Agora i jej spółka AMS zarobiła na kontraktach z biurem marketingu Miasta Stołecznego Warszawy. Serwis agencji początkowo uznał te doniesienia za fake news, a następnie, gdy okazało się, że są prawdziwe, zamieścił pod nie zmienionym artykułem weryfikującym z werdyktem „fałsz” sprostowanie drobniejszą czcionką o treści „Sprostowanie z 22 czerwca 2020: Po analizie artykułu portalu Życie Stolicy, uznaliśmy, że nie przekazuje on fałszywych informacji”.

## Wpływ i znaczenie fact-checkingu
Badania sugerują, że fact-checking koryguje percepcję faktów wśród obywateli, jak również zniechęca polityków do rozpowszechniania fałszywych lub wprowadzających w błąd twierdzeń. Weryfikacje faktów mogą jednak z czasem stracić na znaczeniu lub zostać przytłoczone przez głosy przedstawicieli świata politycznego, zawierające dezinformacje.
Badania fact-checkingu post hoc wykazały, że takie działania powodują często zmiany w zachowaniu zarówno osób wypowiadających się publicznie (czyniąc je bardziej ostrożnymi w swoich wypowiedziach) jak też słuchaczy lub czytelników (czyniąc ich bardziej ostrożnymi w ocenie wartości faktograficznej odbieranej treści). Naukowcy badający to zagadnienie zaobserwowali, że odbiorcy w niewielkim stopniu reagują na weryfikacje faktów dotyczących najbardziej kontrowersyjnych tematów, jak też większą skuteczność fact-checkingu silnie negatywnych treści (np. agresywnych reklam politycznych tzw. "attack ads").